# Tesomajärvi
Tesomajärvi är en sjö i Finland. Den ligger i stadsdelen Tesomajärvi i Tammerfors i landskapet Birkaland, i den södra delen av landet, 160 km norr om huvudstaden Helsingfors. Tesomajärvi ligger 126,1 meter över havet. Arean är 5,6 hektar eller 0,0555 km² och strandlinjen är 0,86 kilometer lång. Sjön  ingår i Kumo älvs huvudavrinningsområde.   Tesomajärvi ingår i Vihnusjärvis avrinningsområde som i sin tur tillhör Kumo älvs huvudavrinningsområde. På båda sidor av sjön ligger kommunala badplatser med varsin brygga.